# Jewgienij Basulin
Jewgienij Dmitrijewicz Basulin (ros. Евгений Дмитриевич Басулин, ur. 3 października 1917 we wsi Wazierki w rejonie biessonowskim w obwodzie penzeńskim, zm. 23 marca 1957 w Penzie) – radziecki lotnik wojskowy, kapitan, Bohater Związku Radzieckiego (1943).

## Życiorys
Urodził się w rodzinie robotniczej. Do 1932 skończył 7 klas niepełnej szkoły średniej w Penzie, potem do 1935 uczył się w technikum mechanicznym w Penzie, od 1935 służył w Armii Czerwonej. W 1938 ukończył wojskową szkołę lotniczą im. Woroszyłowa w Czkałowie (obecnie Orenburg), w której został instruktorem. Od 1942 uczestniczył w wojnie z Niemcami, był dowódcą eskadry 239 pułku lotnictwa myśliwskiego 235 Dywizji Lotnictwa Myśliwskiego 10 Korpusu Lotnictwa Myśliwskiego 2 Armii Powietrznej Frontu Woroneskiego, do sierpnia 1943 wykonał 88 lotów bojowych i stoczył 25 walk powietrznych, w których strącił osobiście 13 i w grupie 1 samolot wroga. Otrzymał za to tytuł Bohatera Związku Radzieckiego. Łącznie w czasie wojny strącił osobiście 15 i w grupie 1 samolot wroga. W 1946 został zwolniony do rezerwy w stopniu kapitana. W 1948 ukończył obwodową szkołę partyjną w Penzie, pracował jako instruktor rejonowego komitetu partyjnego. Został pochowany w Rostowie nad Donem.

## Odznaczenia
- Złota Gwiazda Bohatera Związku Radzieckiego (28 września 1943)
- Order Lenina
- Order Czerwonego Sztandaru
- Order Wojny Ojczyźnianej II klasy
- Order Czerwonej Gwiazdy

I medale.